# Condado de Dallas (Alabama)
El condado de Dallas es un condado de Alabama, Estados Unidos. Su nombre proviene del estadista Alexander J. Dallas. Tiene una superficie de 2573 km² y una población de 46 365 habitantes (según el censo de 2000). La sede de condado es Selma.

## Geografía
Según la Oficina del Censo de los Estados Unidos el condado tiene un área total de 2573 km², de los cuales 2540 km² son de tierra y 33 km² de agua (1.28%).

### Principales autopistas
- U.S. Highway 80
- State Route 5
- State Route 14
- State Route 22
- State Route 41
- State Route 89

### Condados adyacentes
- Condado de Chilton (norte)
- Condado de Autauga (noreste)
- Condado de Lowndes (sureste)
- Condado de Wilcox (sur)
- Condado de Marengo (oeste)
- Condado de Perry (noroeste)

### Ciudades y pueblos
- Orrville
- Selma
- Valley Grande
- Selmont-West Selmont

## Demografía
| Población histórica Año Población ±% 1900 54 657 — 1910 53 401 −2.3 % 1920 54 697 +2.4 % 1930 55 094 +0.7 % 1940 55 245 +0.3 % 1950 56 270 +1.9 % 1960 56 667 +0.7 % 1970 55 296 −2.4 % 1980 53 981 −2.4 % 1990 48 130 −10.8 % 2000 46 365 −3.7 % |           |         |
| Población histórica |           |         |
| Año | Población | ±%      |
| 1900 | 54 657    | —       |
| 1910 | 53 401    | −2.3 %  |
| 1920 | 54 697    | +2.4 %  |
| 1930 | 55 094    | +0.7 %  |
| 1940 | 55 245    | +0.3 %  |
| 1950 | 56 270    | +1.9 %  |
| 1960 | 56 667    | +0.7 %  |
| 1970 | 55 296    | −2.4 %  |
| 1980 | 53 981    | −2.4 %  |
| 1990 | 48 130    | −10.8 % |
| 2000 | 46 365    | −3.7 %  |